# Doubabougou
Doubabougou è un comune rurale del Mali facente parte del circondario di Kati, nella regione di Koulikoro.
Il comune è composto da 7 nuclei abitati:
- Dogoba
- Doubabougou
- Kénenkou
- Kodougou
- Mamaribougou
- Niantiguila
- Sirado